# Head Control System
Head Control System es un proyecto de heavy metal formado por el portugués Daniel Cardoso (exmiembro de Sirius y Re:aktor, miembro de Anathema) y el noruego Kristoffer Rygg (miembro de Ulver y exmiembro de Arcturus y Borknagar).
Inicialmente, la banda se llamaba SinDRomE. Tras la incorporación de Kristoffer a la banda, Daniel y Kris acordaron cambiar el nombre de la banda a Head Control System 
Han publicado un EP titulado Severe Damage on Reason and Equilibrium (el acrónimo idéntico a las letras mayúsculas del logotipo de la banda SinDRomE) y un LP de nombre Murder Nature.  
El trabajo instrumental está influenciado por bandas como Meshuggah, Tool, Faith No More o A Perfect Circle, caracterizada también por el uso de ciclos disonantes y repetitivos como fondo. Por su parte, las letras en Murder Nature están basadas en la escritura automática. 

## Discografía
- Severe Damage on Reason and Equilibrium (2003)

1. This Side Down
2. Black & White Colours
3. (Play)Ground Zero
4. Spect
5. Damage

- Murder Nature (2006)

1. Baby Blue
2. Skin Flick
3. Masterpiece (of Art)
4. Blunt (Instrumental)
5. It Hurts
6. Watergate
7. Seven
8. Kill Me
9. Wonderworld
10. Rapid Eye Movement
11. Falling on Sleep

## Miembros
- Daniel Cardoso - instrumentos, producción
- Kristoffer Rygg - voz